# چاغاتای ییلماز
چاغاتای ییلماز (انگلیسی: Çağatay Yılmaz؛ زادهٔ ۱ ژانویهٔ ۲۰۰۰) بازیکن فوتبال اهل ترکیه است.
از باشگاه‌هایی که در آن بازی کرده‌است می‌توان به باشگاه فوتبال بورسااسپور اشاره کرد.
وی همچنین در تیم‌های ملی فوتبال جوانان ترکیه، Turkey national under-16 football team، و جوانان ترکیه بازی کرده‌است.